# The Mole Agent
The Mole Agent é um documentário co-produzido internacionalmente em 2020, dirigido por Maite Alberdi. Foi exibido no Festival de Cinema de Sundance de 2020 na Competição Mundial de Documentários de Cinema. No 93º Oscar, foi indicado ao Oscar de Melhor Documentário e foi selecionado como a entrada chilena de Melhor Longa-Metragem Internacional, fazendo a shortlist de quinze filmes.

## Sinopse
Um investigador particular (Rómulo) contrata um idoso (Sergio) para ir disfarçado em uma casa de saúde no Chile.

## Lançamento
O filme teve sua estreia mundial no Festival de Cinema de Sundance em 25 de janeiro de 2020. Em agosto de 2020, a Gravitas Ventures adquiriu os direitos de distribuição do filme nos Estados Unidos, e definiu-o para o lançamento em 1º de setembro de 2020. O filme foi lançado na Holanda em 10 de dezembro de 2020 pela Cinema Delicatessen. Foi transmitido pela PBS nos Estados Unidos em 25 de janeiro de 2021 como parte de seu programa POV.

## Recepção

### Resposta crítica
No site de agregação de críticas Rotten Tomatoes, o filme tem uma taxa de aprovação de 94% com base em 51 resenhas, com uma classificação média de 7.50/10. O consenso crítico diz: "Caloroso e engraçado, o Agente Toupeira oferece ao público um lembrete pungente de que nunca é tarde para forjar novas conexões e embarcar em novas aventuras." No Metacritic, o filme tem uma pontuação média ponderada de 69 em 100, com base em 13 críticos, indicando "críticas geralmente favoráveis".
Glenn Kenny do The New York Times deu ao filme uma crítica positiva, comentando: "As pessoas do filme estão se movendo, e a recompensa é compassiva, humana e digna de atenção.". Nick Allen, do RogerEbert.com, classificou o filme com três estrelas em quatro: "O documentário tem sucesso com sua ternura, enquanto nos lembra vividamente como a sociedade pode facilmente esquecer os mais velhos."

### Prêmios e indicações
O Agente Toupeira recebeu vários prêmios e indicações, o documentário foi a entrada chilena para o Prêmio Goya de Melhor Filme Ibero-americano, tendo sido indicada como a décima oitava indicação chilena nessa categoria desde sua criação e a segunda para Alberdi depois que La uma vez foi indicada em 2015 No 93º Oscar, o filme foi selecionado para duas categorias, de Melhor Longa-Metragem Internacional, tornando-se a terceira entrada chilena na lista, depois que No e A Fantastic Woman fizeram a shortlist e recebeu uma indicação, com a última vencedora, embora The Mole Agente não recebeu indicação para esta categoria, obteve uma de Melhor Documentário, a outra categoria em que foi pré-selecionado.
| Prêmio                                                               | Data de cerimônia      | Categoria                                    | Destinatário(s)       | Resultado | Ref.   |
| -------------------------------------------------------------------- | ---------------------- | -------------------------------------------- | --------------------- | --------- | ------ |
| Prêmios da Academia                                                  | 25 de abril de 2021    | Melhor Documentário                          | The Mole Agent        | Indicado  | [ 16 ] |
| Goya Awards                                                          | 6 de março de 2021     | Melhor Filme Iberoamericano                  | The Mole Agent        | Indicado  | [ 17 ] |
| Independent Spirit Awards                                            | 22 de abril de 2021    | Melhor Documentário                          | The Mole Agent        | Indicado  | [ 18 ] |
| Prêmios da Associação de Críticos de Cinema da Área de Washington DC | 8 de fevereiro de 2021 | Melhor Filme Internacional / Estrangeiro     | The Mole Agent        | Indicado  | [ 19 ] |
| Conselho Nacional de Revisão                                         | 26 de janeiro de 2021  | Os 5 principais filmes em língua estrangeira | The Mole Agent        | Venceu    | [ 20 ] |
| Cinema Eye Honors                                                    | 9 de março de 2021     | Prêmio Escolha do Público                    | Maite Alberdi         | Indicado  | [ 21 ] |
| Cinema Eye Honors                                                    | 9 de março de 2021     | Conquista notável em trilha sonora original  | Vincent van Warmerdam | Indicado  | [ 21 ] |
| Cinema Eye Honors                                                    | 9 de março de 2021     | The Unforgettables                           | Sergio Chamy          | Venceu    | [ 21 ] |